# Абрахамсен, Исак
Исак Абрахамсен (норв. Isac Abrahamsen; 28 апреля 1891, Берген — 29 апреля 1972, Осло) — норвежский гимнаст, чемпион летних Олимпийских игр 1912 года в командном первенстве по произвольной системе.